# 엔젤 데사이

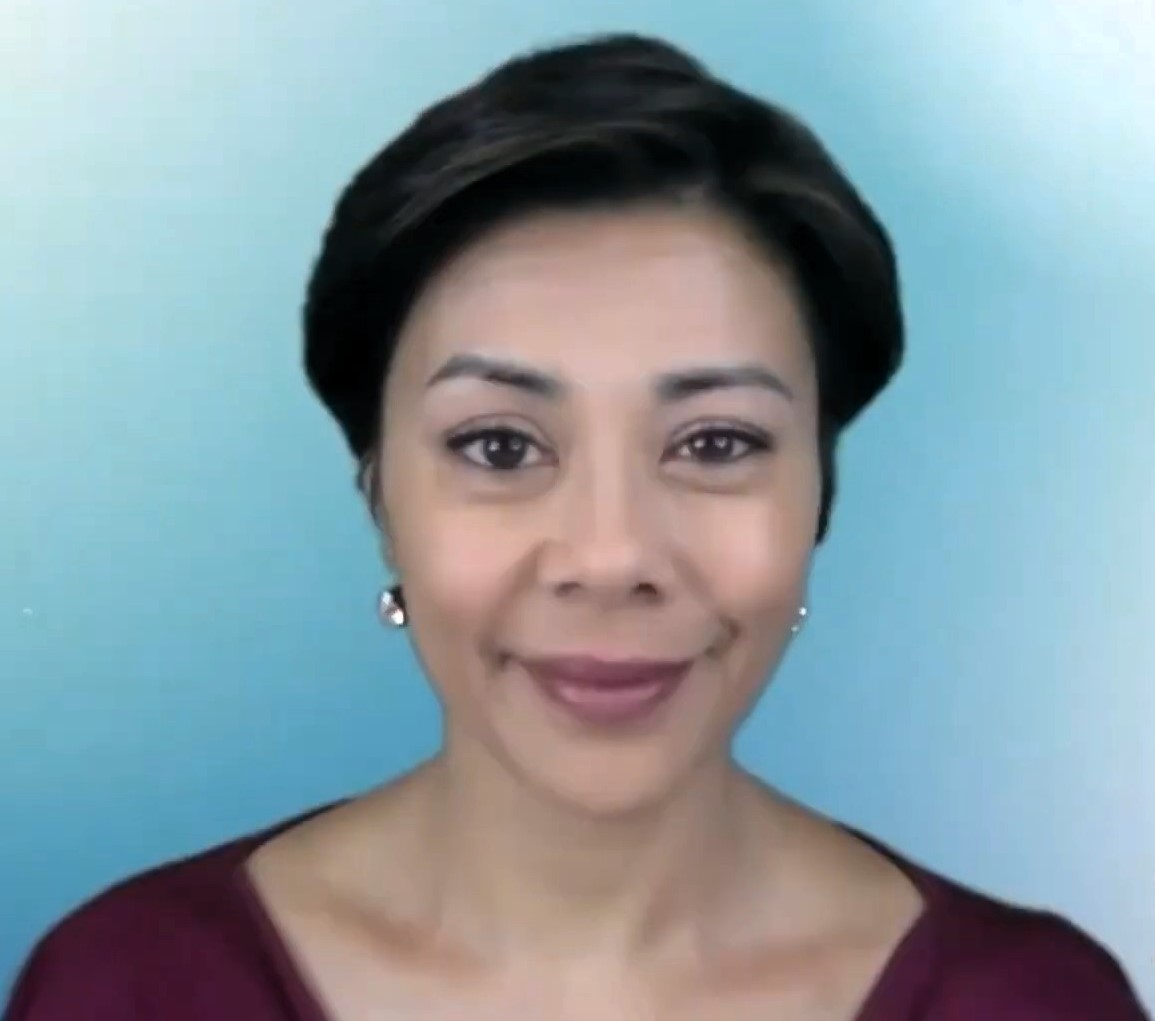

엔젤 데사이(Angel Desai)는 미국의 배우, 텔레비전 배우, 영화배우이다.
필라델피아에서 태어났다.

## 영화
- 더 이벤트 (2010년) - 모린 도노반 역
- 인형의 집 (2009년)
- 킹즈 (2009년)
- 워 위딘 (2005년)
- 하이츠 (2005년)
- Law & Order : 성범죄전담반 1 (1999년)
- 법과 질서 (1990년)